# Sản phẩm thay thế thịt

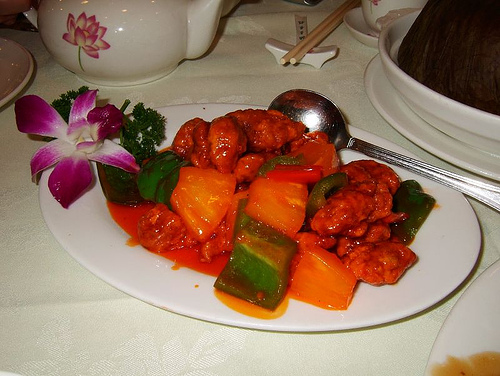
Đậu phụ kiểu Hồng Kông từ ẩm thực Phật giáo được chế biến thay thế cho thịt

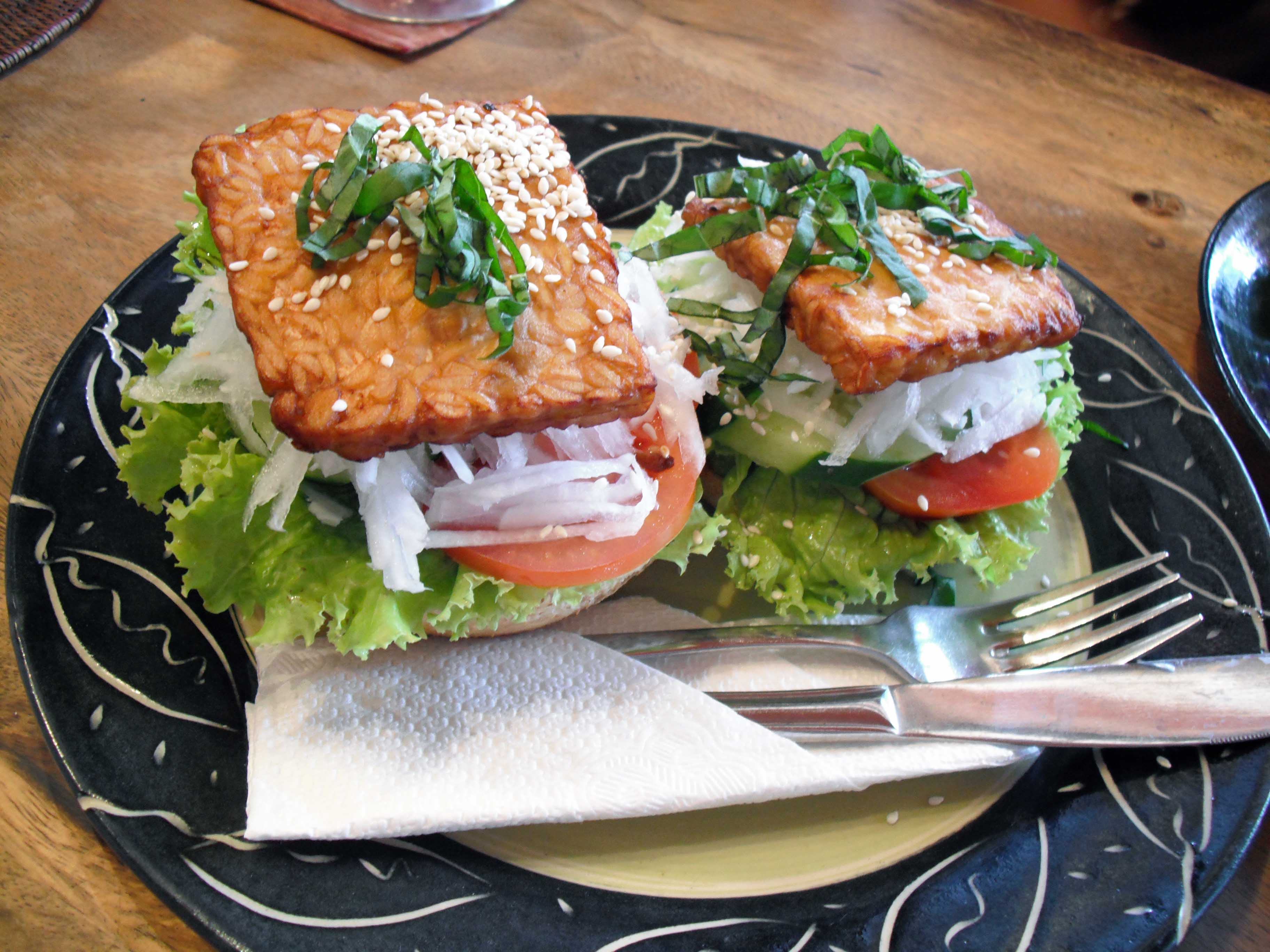
Bánh mì Tempeh

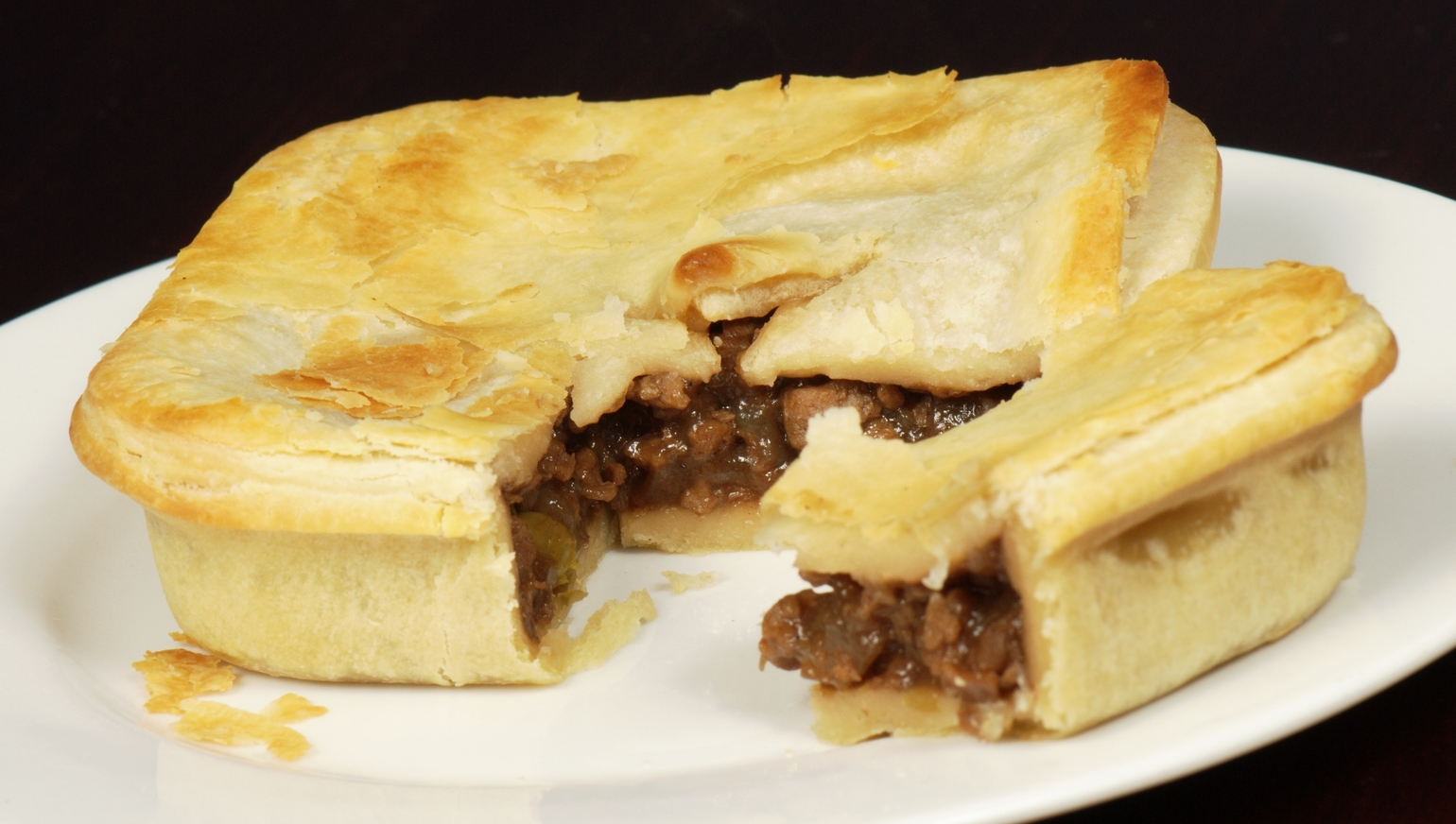
Một chiếc bánh giả thịt thuần chay, chứa protein đậu nành và nấm, từ một tiệm bánh ở Úc

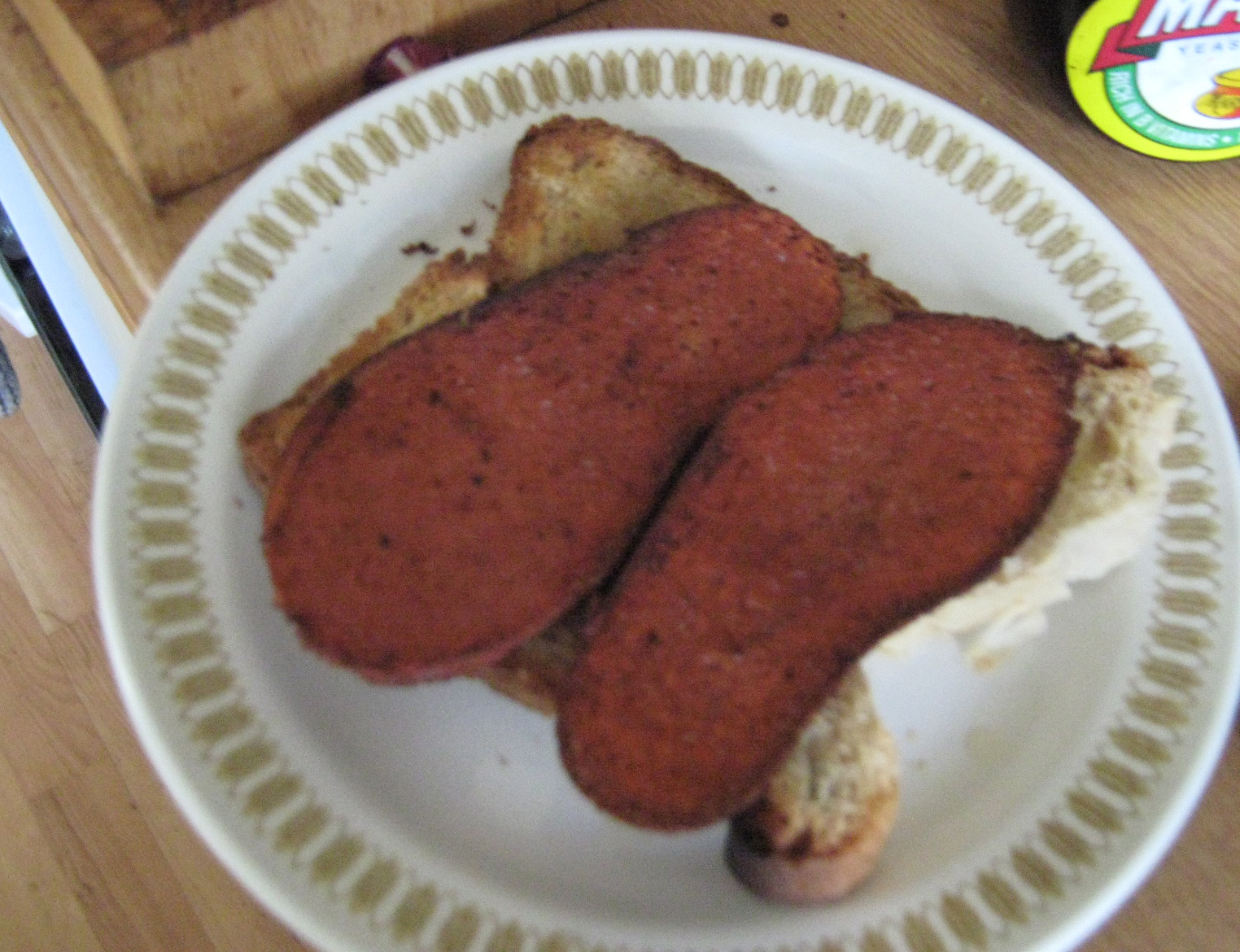
Hai lát thịt xông khói chay

Sản phẩm thay thế thịt, còn được gọi là thịt thay thế, thịt giả, thịt chay, hoặc thịt thuần chay, có các phẩm chất thẩm mỹ xấp xỉ  (như kết cấu, hương vị, hình thức) hoặc đặc tính hóa học cụ thể của các loại thịt. Nói chung, thịt thay thế có nghĩa là một thực phẩm được làm từ các thành phần chay, và đôi khi không có các sản phẩm động vật như sữa. Nhiều chất thay thế là đậu nành (ví dụ đậu phụ, tempeh) hoặc dựa vào gluten, nhưng bây giờ cũng có thể được làm từ protein đậu.
Thị trường cho các sản phẩm tương tự thịt bao gồm những người ăn chay, người ăn thuần chay, người không ăn chay tìm cách giảm tiêu thụ thịt và những người tuân theo luật ăn kiêng tôn giáo trong Ấn Độ giáo, Do Thái giáo, Hồi giáo và Phật giáo. Nhu cầu toàn cầu về chế độ ăn mà chú trọng đến vấn đề môi trường ngày càng tăng để đáp ứng với việc các sản phẩm động vật đóng vai trò lớn trong sự nóng lên toàn cầu và các tác động môi trường khác. Nó làm gia tăng việc các ngành công nghiệp tập trung tìm kiếm các sản phẩm thay thế tương tự như thịt.
Các thực phẩm thay thế thịt có một lịch sử lâu dài. Đậu phụ, một chất tương tự thịt phổ biến được làm từ đậu nành, được biết đến ở Trung Quốc trong thời kỳ của triều đại Tây Hán (206 BCE - 9 CE). Một tài liệu được viết bởi Tao Gu (903-970) mô tả tại sao đậu phụ được gọi là " thịt cừu nhỏ" và có giá trị như một loại thịt giả. Các chất tương tự thịt như đậu phụ và gluten lúa mì có liên quan đến ẩm thực Phật giáo ở Trung Quốc và các khu vực khác của Đông Á. Ở Châu Âu thời trung cổ, các chất tương tự thịt rất phổ biến trong thời gian Mùa Chay của đạo Cơ đốc, khi việc tiêu thụ thịt từ động vật máu nóng bị cấm.